# Canon de 3,7 cm Flak 18/36/37/43
Pour les articles homonymes, voir Canon de 37 mm, Flak 18, Flak 36 et Flak 37.
Le 3,7 cm Flak 18/36/37/43 était une série de canons anti-aériens produits par l'Allemagne nazie en service pendant la Seconde Guerre mondiale.
Ce canon entièrement automatique pouvait atteindre des avions volant jusqu'à 4 200 mètres d'altitude. Il a été produit en version tractée et automoteur. Grâce à leur flexibilité et suivant la doctrine allemande d'usage des pièces anti-aériennes contre des objectifs au sol, les Flak ont également été utilisés dans des rôles de soutien d’infanterie. Après la défaite de l'Allemagne, la production de 3,7 cm Flak a cessé et les unités en circulation ont été progressivement remplacées par le canon de Bofors 40 mm et plus tard par des pièces anti-aériennes Oerlikon 35 mm produites en Suisse.

## Développement
Développé en Suisse par Rheinmetall (pour contourner le traité de Versailles), le canon 3,7 cm Flak 18 entra en service dans la Wehrmacht et la Luftwaffe en 1935. Il était équipé d'un canon long de 57 calibres avec une portée effective de 4 800 m. À 100 m de distance et avec une élévation de 60°, le canon pouvait pénétrer 36 mm de blindage et 24 mm à 800 m de distance. Sa cadence de tir était de 80 coups par minute. En ordre de bataille, l'arme pesait 1 750 kg et 3 560 kg en ordre de marche avec deux essieux montés.
Le premier Flak 18 souffrait de nombreux problèmes mineurs mais gênants. De plus, ce canon tournait lentement et s'enrayait facilement. Il fallait donc entraîner ses servants plus que la normale pour qu'il soit utilisé efficacement. Sa production cessa en 1936 et la conception d'un nouveau canon de même calibre commença la même année. Bien que ressemblant au Flak 18, le 3,7 cm Flak 36 était bien plus commode d'utilisation que son prédécesseur.
Avec un seul essieu simple plus léger, le Flak 36 avait un poids de 1 550 kg en ordre de bataille et 2 400 kg en ordre de marche. Les caractéristiques balistiques du canon ne furent pas modifiées, seule sa cadence de tir fut portée à 120 coups par minute.
Le 3,7 cm Flak 37 était une version avec viseur amélioré, d'une fabrication et d'utilisation assez complexe. Comme le Flak 36, sa longueur était de 3,626 m, son élévation de −8 à 85° et sa rotation de 360°. Le poids du projectile était de 0,64 kg avec une vitesse initiale 820 m/s. Produit en Finlande, il entra en service sous le nom de 37 ITK 47.
Les Flak 36 et 37 furent largement produits, bien que leur principal défaut était leur coût de production très important. Après 1940, les Flak 18, 36 et 37 devinrent les canons anti-aériens standards contre les avions volant à basse altitude. En août 1944, la Luftwaffe disposait à elle seule de 4 211 de ces canons. Ils étaient maniés par 7 hommes, ce qui devint un problème en 1944 lorsque l'Allemagne commença à manquer sérieusement de personnels.

## Tun antiaerian Rheinmetall calibru37mmmodel 1939
En 1938, le Royaume de Roumanie acquit la licence pour la production locale de 360 canons, officiellement connus sous le nom de Tun antiaerian Rheinmetall calibru 37 mm modèle 1939 ("canon antiaérien Tun Rheinmetall 37 mm modèle 1939"), produits à l'usine de Brașov. En mai 1941, 102 avaient été construits. En octobre 1942, le taux de production était de 6 pièces par mois.

### Flakpanzer Mareșal
En juin 1944, les Allemands  proposèrent une version antiaérienne du chasseur de chars Mareșal roumain, armé de mitrailleuses antiaériennes de 37 mm combinées, appelé Flakpanzer Mareșal. Cependant, le projet ne fut jamais réalisé.

## Flak M42U
Le 3,7 cm Flak M42 était la version navale du 3,7 cm Flak 36/37 utilisé par la Kriegsmarine sur les navires de surface et M42U sur les U-boots de type VII et de type IX. Ce type de canon de 1 195 coups tirait jusqu'à 15 350 mètres avec une cadence théorique de 50 coups par minute. Ce modèle était une version améliorée du canon 3,7 cm Flak SK C / 30, développé par Rheinmetall. Il entra en service à l'automne 1943.

### Support LM 42U
L'installation LM 42U a été spécialement développée pour le Flak M42U de 3,7 cm. Il était utilisé par 3 hommes, plus un chargeur.

### Support LM 43U
L'installation LM 43U était le modèle final du canon de pont utilisé sur les sous-marins allemands. Ce modèle était une version améliorée du LM 42U. 
Il fut installé sur les sous-marins U-249, U-826, U-977, U-1023, U-1171, U-1305 et U-1306.

### Support DLM 42U
L'installation DLM 42U était basée sur la version LM 42U, dans laquelle deux canons 3,7 cm Flak M42U étaient montés côte à côte. Ce fut la meilleure arme antiaérienne utilisée par la Kriegsmarine pendant la Seconde Guerre mondiale. Trop lourd pour le type VII, a été installé principalement sur les sous-marins de type IX.

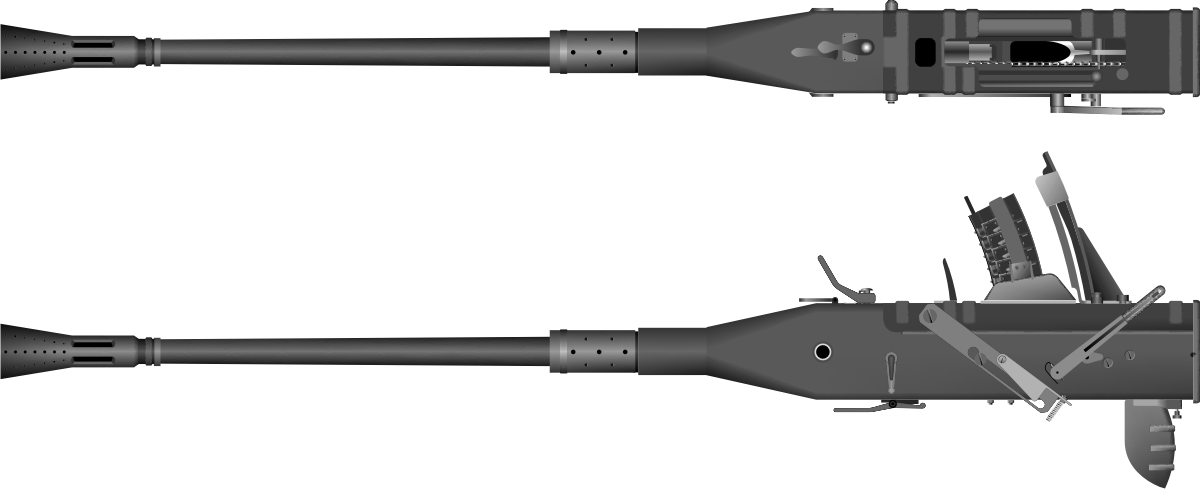
Canon 3,7 cm Flak M42U utilisé sur les U-boots.
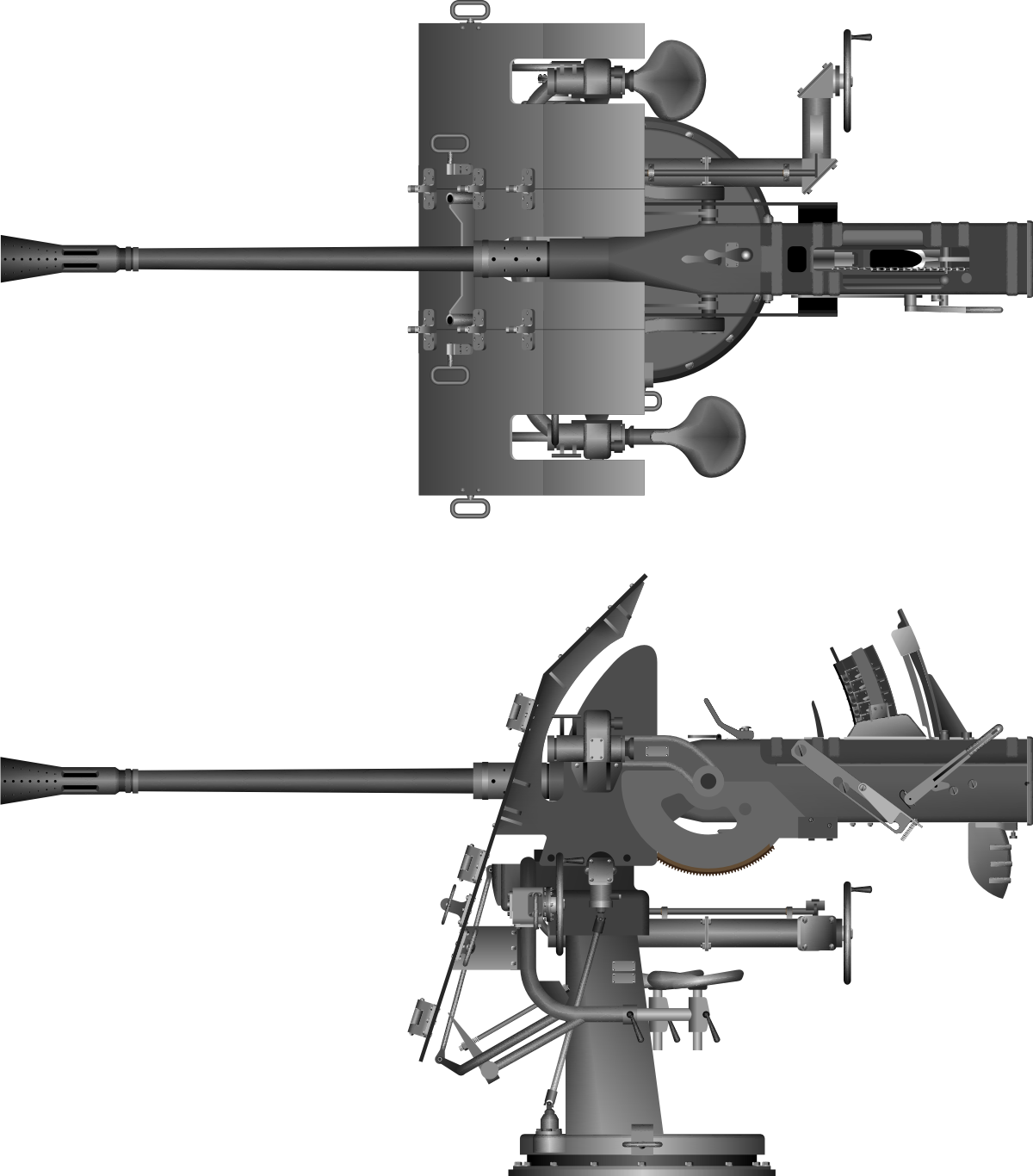
Canon 3,7 cm Flak M42U sur la version LM 42U.
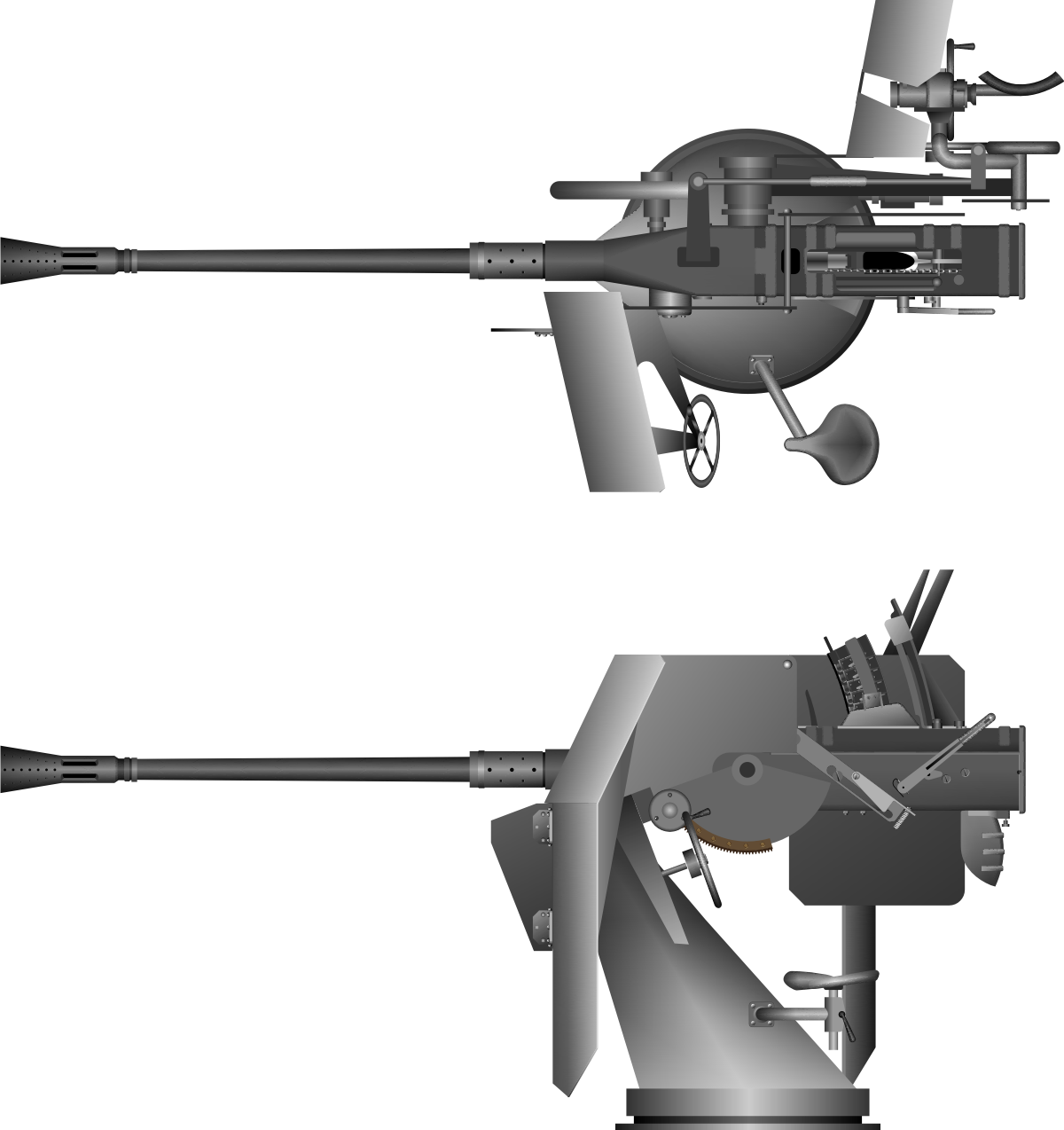
Canon 3,7 cm Flak M42U sur la version LM 43U.
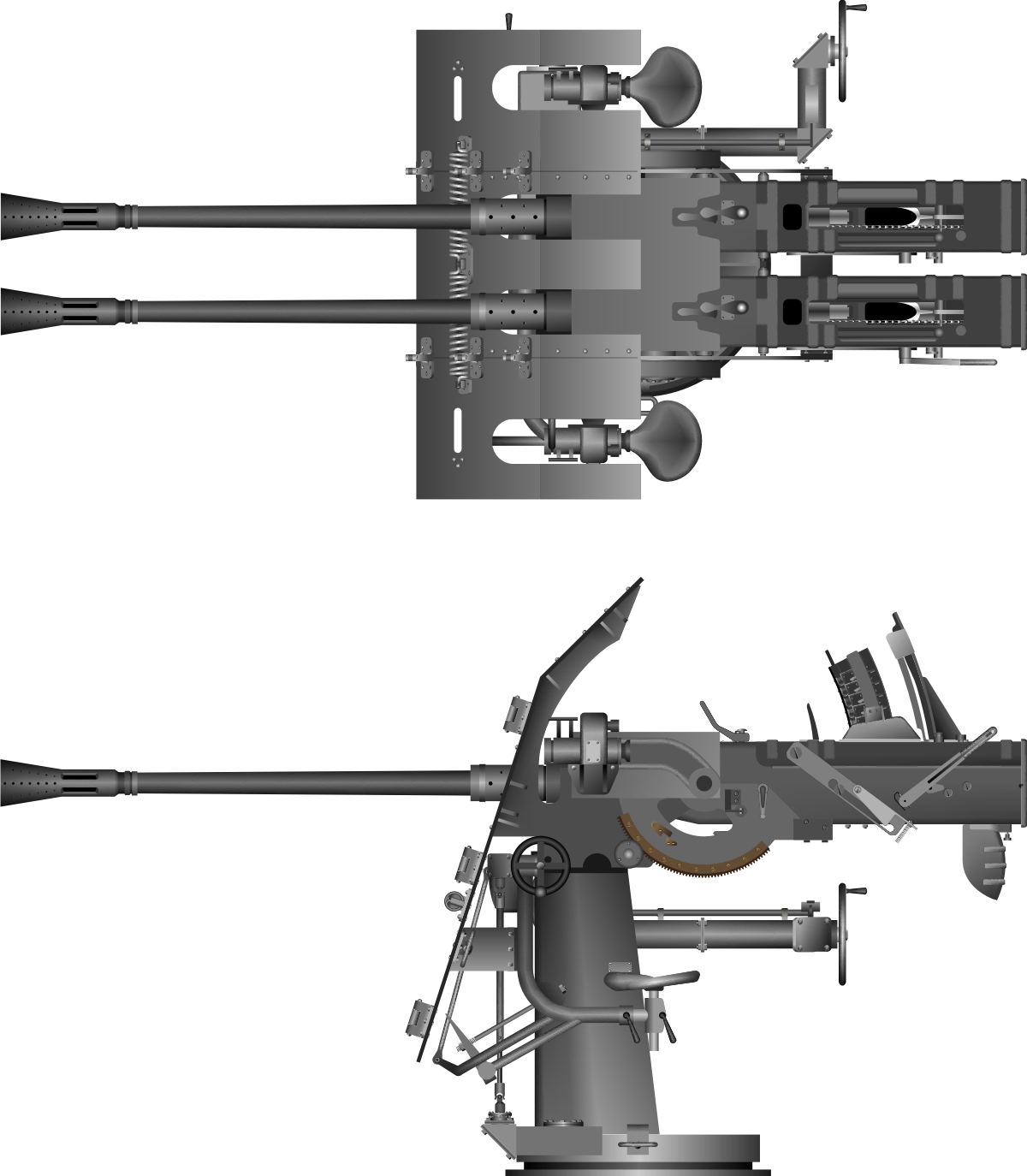
Double canon 3,7 cm Flak M42U sur la version DLM 42U.

## Flak 43

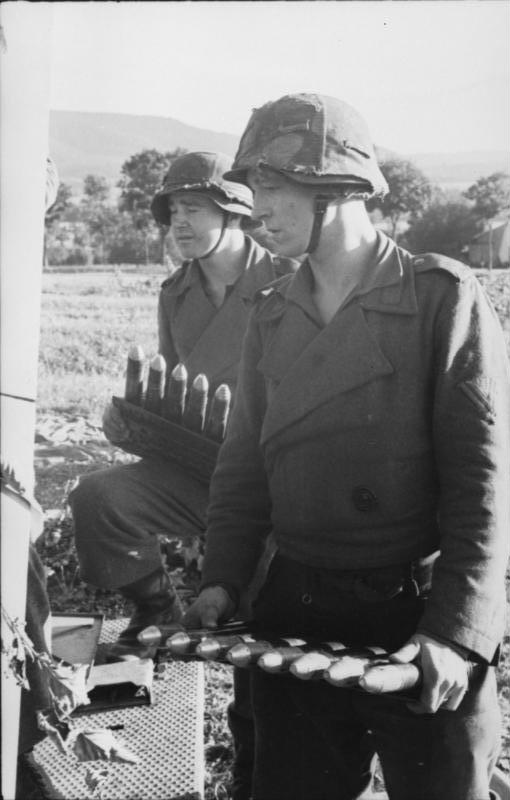
Soldats allemands transportant des munitions du canon de 37 mm Flakzwilling 43.

Le 3,7 cm Flak 43 a été une innovation radicale par rapport aux modèles précédents. Une nouvelle culasse à gaz a augmenté la cadence de tir de 150 coups par minute. Il ne pesait alors que 1 250 kg en ordre de bataille et 2 000 kg en ordre de marche.
Ce nouveau modèle a également été produit en version double 3,7 cm Flakzwilling 43. Cependant, il fut considéré comme trop encombrant et lourd.
Beaucoup de Flak 37 ont été montés sur le SdKfz 7 ou encore le Wehrmachtschlepper. Le Flak 43, exclusivement utilisé en tant que canon automoteur, a été monté sur des Panzerkampfwagen IV transformés, sur des Flakpanzer IV et plus tard des Ostwind (en).
La production à grande échelle n'a commencé qu'en 1944 et quelque 7 216 unités avaient été produites à la fin de la guerre (Flakzwilling inclus, compté comme deux canons).

## Armes similaires
La contrepartie alliée la plus proche de la série 3,7 cm Flak était le Bofors L / 60 40 mm, qui était désigné le 4 cm Flak 28 par les Allemands. Le canon Bofors tirait un obus de 0,890 kg pour 68 g d'explosif contre 0,640 kg pour le Flak allemand. Sa vitesse était de 850 m/s à la sortie du tube pour une cadence de tir de 120 coups par minute et un plafond pratique de 4 938 mètres.
La différence la plus notable était la taille et le poids des deux armes; les Bofors pesaient un peu moins de 2 000 kg nécessitant une remorque à deux essieux, soit 450 à 750 kg de plus que les modèles Flak.
Le canon de défense aérienne automatique de 37 mm M1939 (61-K) (en) était le modèle équivalent soviétique le plus proche, tirant des obus semblables à partir d'un canon de poids et de taille similaire. Son désavantage était d'avoir une cadence de tir plus faible, autour de 80 coups par minute.
Le 37 mm Gun M1 (en) des États-Unis était semblable à celui de la Flak, mais il était considéré comme inférieur aux Bofors et avait une utilisation relativement limitée.
Le canon de 37 mm Schneider ou mitrailleuse de 37 mm Schneider modèle 1930 de cadence équivalente fut adopté par la Marine française et tardivement par l'Armée française.
La contrepartie italienne était la Cannone-Mitragliera da 37/54 (Breda) (en).
Les Japonais n'avaient rien de semblable, leur plus grand canon anti-aérien était le canon de 25 mm Type 96.